# Serendibia vagans
Serendibia vagans es una especie de crustáceo isópodo terrestre de la familia Philosciidae.

## Distribución geográfica
Es endémica de Socotra.